# Tankard
Tankard (englisch Bierkrug) ist eine 1982 in Frankfurt am Main gegründete Thrash-Metal-Band. Die Band selbst bezeichnet ihren Stil aufgrund des übermäßigen Auftauchens des Themas Alkohol scherzhaft als Alcoholic Metal. Aufgrund ihrer Verbundenheit zu den Fans, mit denen die Band nach Konzerten gerne ein paar Bier trinkt, hat sich Tankard eine beachtliche Fangemeinde auf der ganzen Welt erspielt und tritt auf internationalen Festivals auf.
Produzent der Band war bis 2000 Harris Johns, der u. a. Helloween, Sodom, Voivod produzierte. Seit 1986 ist Uwe „Buffo“ Schnädelbach der Manager der Band. Dieser ist auch als Redakteur des Metal-Magazins Rock Hard sowie als Musikfotograf tätig.

## Bandgeschichte

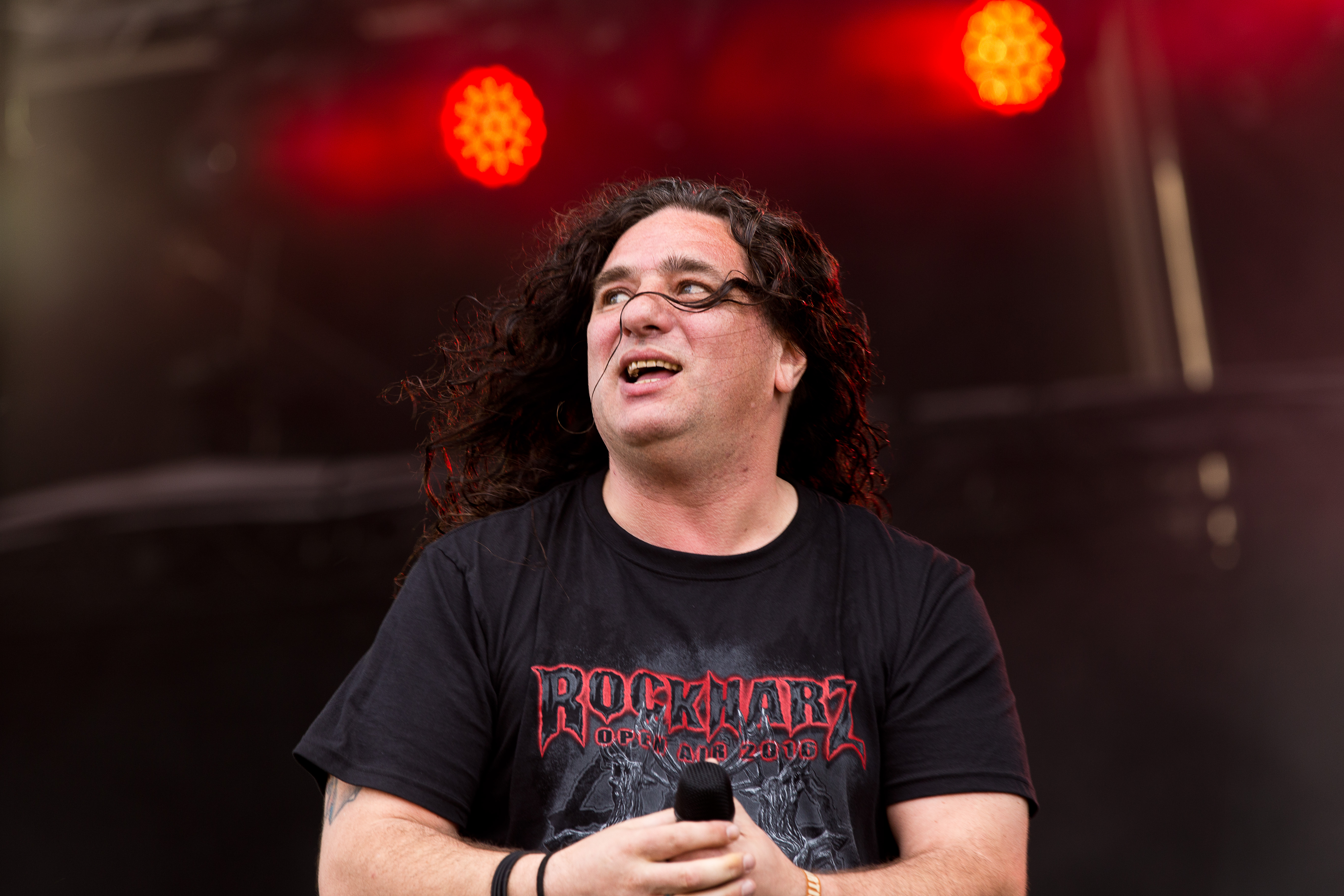
Der Sänger Andreas Geremia auf dem Rockharz Open Air 2016

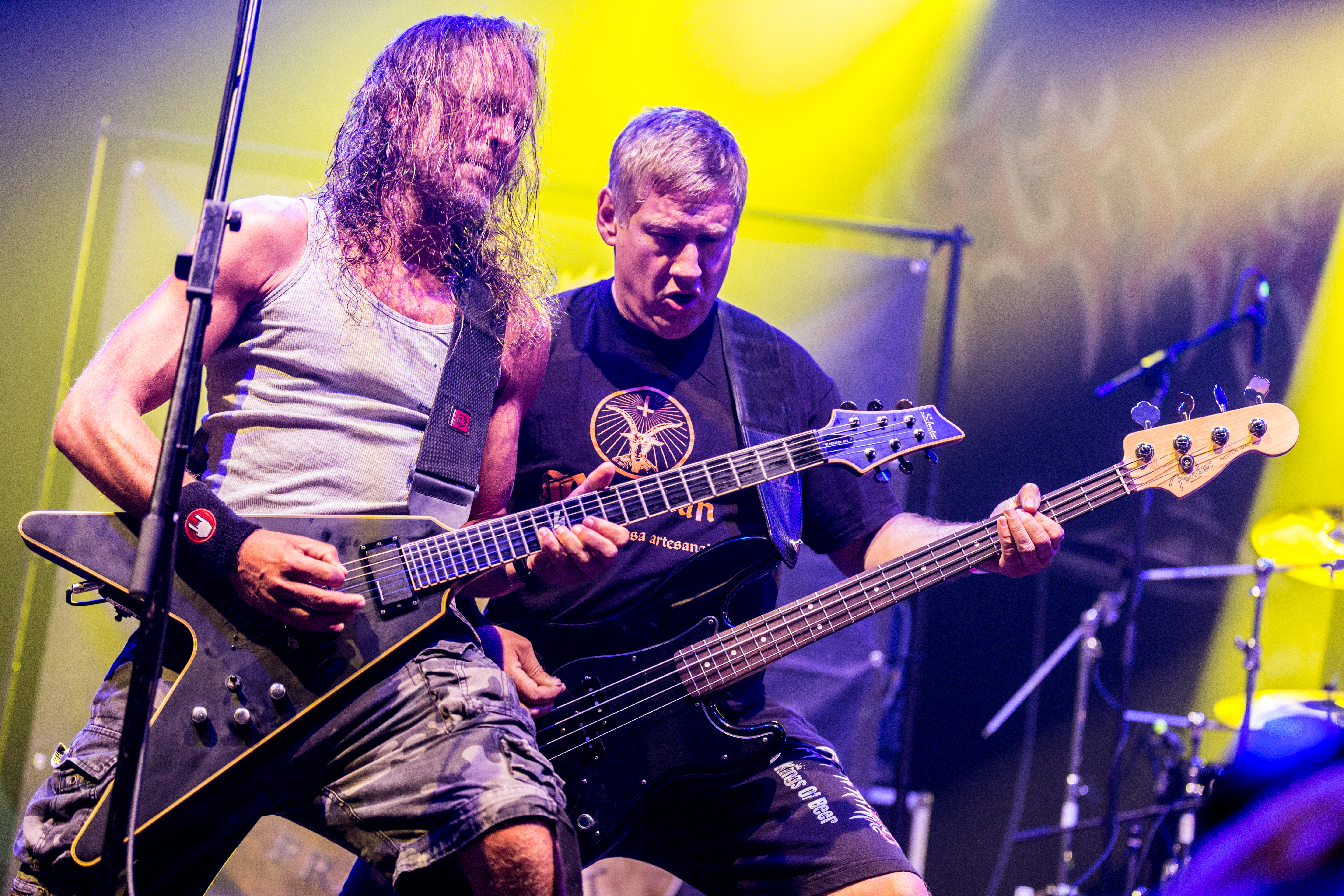
Gitarrist Andreas Gutjahr und Bassist Frank Thorwarth auf dem Metal Frenzy 2017

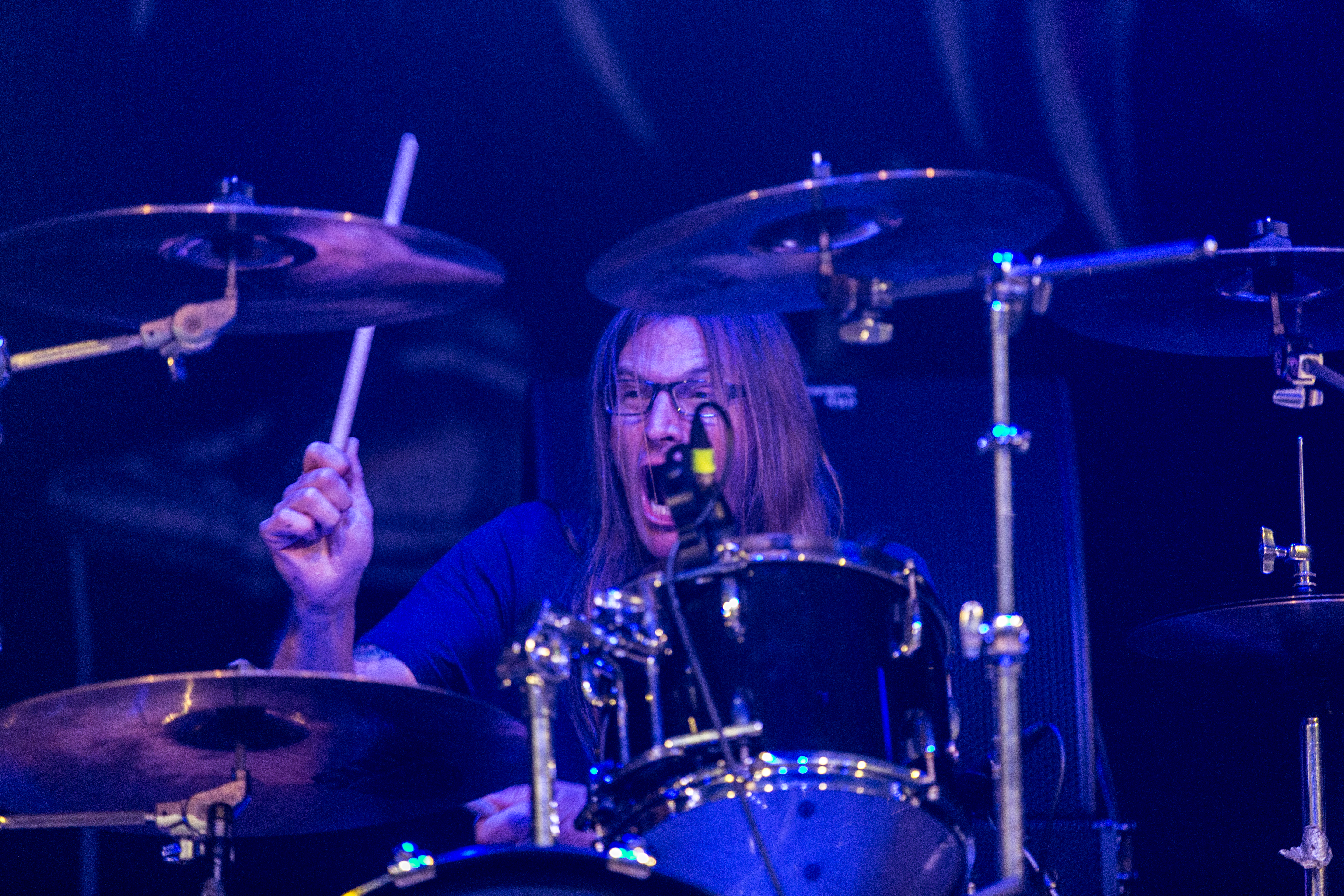
Schlagzeuger Olaf Zissel auf dem Metal Frenzy 2017

1982 gründete sich die Band zunächst unter den Namen Vortex, später Avenger. Recht schnell entschieden sich die Gründungsmitglieder, die alle das Frankfurter Goethe-Gymnasium besucht hatten, allerdings für den Namen Tankard. 1984 und 1985 erschienen die Demos Heavy Metal Vanguard und Alcoholic Metal. 1986 konnten sie ihr Debütalbum Zombie Attack auf dem Noise Records-Label veröffentlichen. Bei dem nächsten Album Chemical Invasion wurde das Coverartwork zum ersten Mal von Sebastian Krüger gezeichnet. 1987 gingen Tankard zum ersten Mal auf Tournee. Das Album The Morning After (1988) wurde zum ersten finanziellen Erfolg der Band und wurde in einem Rückblick 35 Jahre später als Tankards „vielleicht extremstes, vor allem aber bis heute meistverkauftes Album“ eingestuft.
Zu dieser Zeit trafen die Bandmitglieder die Entscheidung gegen das Vollprofitum: „Tankard sollte keine Arbeit sein, sondern Spaß machen, und in dieser Zeit wurde dann der Entschluss gefasst, dass wir im Jahr nicht mehr als 30 bis 35 Shows spielen sollten“.
1989 veröffentlichten Tankard dann die EP Alien; auf deren Cover ist zum ersten Mal das Bandmaskottchen, ein grüner Alien abgebildet. Nach der Veröffentlichung des Best-of-Albums Hair of the Dog verließ der damalige Schlagzeuger Oliver Werner die Band und wurde durch Arnulf Thunn ersetzt. 1990 gaben Tankard zwei Solidaritätskonzerte in der DDR. Kurz darauf veranstaltete die Band ein Festivalkonzert, welches unter dem Titel Open All Night auch auf Video veröffentlicht wurde. 1990 erschien auch das Album The Meaning of Life. Ein Jahr später folgte das Livealbum Fat, Ugly and Live. Beide Alben verkauften sich gut. In der Fernsehserie Ein Fall für zwei ist die Band Anfang 1991 in der Folge Schneewalzer zu sehen. Auf dem Album Stone Cold Sober war mit Freibier zum ersten Mal ein deutschsprachiges Lied enthalten. Verschiedene Differenzen führten Ende 1993 zu einer einvernehmlichen Beendigung der Zusammenarbeit mit Arnulf, nachdem die Aufnahmen zu Two-Faced abgeschlossen waren. Neben seiner Schlagzeugarbeit zeichnete Arnulf auch als Komponist u. a. von Space Beer, Beermuda, Stone Cold Sober, Up from Zero und Ugly Beauty verantwortlich.
Nach der Veröffentlichung von Two-Faced stieg mit Olaf Zissel der dritte Schlagzeuger ein. 1994 erschien mit Aufgetankt das erste Album unter dem Namen Tankwart. Die Band coverte darauf verschiedene Hits der Neuen Deutschen Welle und des Deutschpunk, worunter sich u. a. Lieder von den United Balls, Extrabreit oder den Ärzten fanden. 1995 musste Axel Katzmann die Band aus gesundheitlichen Gründen verlassen. Die Band entschied sich, seinen Posten nicht neu zu besetzen und machte mit nur einem Gitarristen weiter. Katzmann war nicht nur Gitarrist gewesen, sondern auch Hauptsongwriter der Band, und als Punk-Fan hatte er auch Einflüsse von Punk in die Musik von Tankard eingebracht.
1996 erschien das Album The Tankard, welches zum ersten Mal auch melodische Passagen und einen teilweise klaren Gesang aufweist. Im gleichen Jahr veröffentlichte die Band das zweite Tankwart-Album Himbeergeist zum Frühstück, welches sich auf den deutschen Schlager konzentrierte. Enthalten waren Coverversionen unter anderem von Dschinghis Khan, Rex Gildo und Heino.
Die beiden auf Century Media erschienenen Alben Disco Destroyer (1998) und Kings of Beer (2000) hatten nur mäßgen Erfolg; in dieser Zeit wurde der zwischenzeitlich eingestiegene Gitarrist Andreas Bulgaropoulos durch Andreas Gutjahr ersetzt.
Zum 20-jährigen Bandjubiläum tourte die Gruppe in den Jahren 2002 und 2003 und besuchte neben Deutschland auch Griechenland und die Türkei. Danach erschien das Album Beast of Bourbon, worauf unter anderem auch die Cock-Sparrer-Coverversion We´re Coming Back zu finden ist. Im Mai 2005 wurde ein komplettes Konzert der Band in der Batschkapp in Frankfurt mitgefilmt, um kurz darauf die Double-DVD Fat, Ugly and Still (A)Live zu veröffentlichen. Diese DVD weist eine Spielzeit von ca. 5 Stunden auf; neben dem Konzert erhält man Einblicke in das Backstageleben der Band. Es sind ebenfalls vier Videoclips und eine umfangreiche Bildergalerie enthalten.
Am 29. April 2006 erfüllte sich für die Band einer ihrer größten Träume. Tankard durften im ausverkauften Olympiastadion Berlin anlässlich des DFB-Pokalfinales die Eintracht-Frankfurt-Hymne Schwarz-weiß wie Schnee als Playback spielen. Dieser Auftritt wurde am 19. August 2006 im Frankfurter Waldstadion wiederholt. Später trat Tankard noch bei drei weiteren Finalteilnahmen der Eintracht im jeweils ausverkauften Berliner Olympiastadion mit dieser Hymne auf (27. Mai 2017, 19. Mai 2018 und 3. Juni 2023).
Die im Jahr 2006 erschienene EP Schwarz-weiß wie Schnee enthält neben der im Studio neu aufgenommenen SGE-Hymne noch das Lied Eurobbapokal und eine Live-Version des Cock-Sparrer-Songs We’re Coming Back, daneben eine Demoversion des Titelsongs und drei weitere Lieder. Abgerundet wird die gut 22-minütige Scheibe vom Videoclip The Beauty and the Beast und einem Digicammitschnitt des Olympiastadion-Auftritts 2006. Weiterhin erschien im Jahr 2006 das Album The Beauty and the Beer und 2008 Thirst. Am 17. Dezember 2010 veröffentlichte die Band ihr 14. Album Vol(l)ume 14, am 27. Juli 2012 folgte das Album A Girl Called Cerveza, das auf Platz 32 der deutschen Albumcharts einstieg. Am 20. Juni 2014 erschien das Album Rest In Beer (kurz R.I.B).
Am 11. August 2015 wurde ihr Drummer Olaf Zissel ins Krankenhaus eingeliefert, wegen Verdacht auf einen Schlaganfall. Dadurch fiel er für mehrere Konzerte aus. Er wurde durch Gerd Lücking von Holy Moses ersetzt. Ein neues Album One Foot in the Grave erschien am 2. Juli 2017 auf dem Label Nuclear Blast. Fünf Jahre vergingen bis zum Erscheinen des nächsten Albums Pavlov’s Dawgs (2022, auf dem Label Reaper Entertainment). Für den Song Lockdown Forever wurde ein Musikvideo in der Nähe von Frankfurt gedreht. Regie führte Renatus Töpke. 
Nach einem Konzert im Mergener Hof in Trier am 29. Dezember 2022 stahl ein Unbekannter ein zum Schlagzeug gehörendes China-Becken der Thrash-Metal-Band unerkannt von der Bühne. Nachdem die Bandmitglieder ihren Unmut über den Diebstahl auf ihrer Facebook-Seite öffentlich kundgetan hatten und das Musikmagazin Rock Hard darüber berichtet hatte, schickte der fremde Dieb das Schlagzeug-Becken wenige Tage später reumütig per Post an die Thrash-Metal-Band zurück, zusammen mit einem persönlichen Entschuldigungsschreiben.
Am 20. Juni 2024 geben Tankard bekannt, dass Olaf Zissel auf eigenen Wunsch die Band verlassen hat und dass zukünftig Gerd Lücking, langjähriger Front Of House Mischer und Tontechniker der Band, die Position am Schlagzeug dauerhaft übernehmen wird.

## Diskografie

### Studioalben
- 1986: Zombie Attack (Noise Records)
- 1987: Chemical Invasion (Noise Records)
- 1988: The Morning After (Noise Records)
- 1990: The Meaning of Life (Noise Records)
- 1992: Stone Cold Sober (Noise Records)
- 1994: Two-Faced (Noise Records)
- 1995: The Tankard (Noise Records)
- 1998: Disco Destroyer (Century Media)
- 2000: Kings of Beer (Century Media)
- 2002: B-Day (AFM Records)
- 2004: Beast of Bourbon (AFM Records)
- 2006: The Beauty and the Beer (AFM Records)
- 2008: Thirst (AFM Records)
- 2010: Vol(l)ume 14 (AFM Records)
- 2012: A Girl Called Cerveza (Nuclear Blast)
- 2014: R.I.B (Rest in Beer) (Nuclear Blast)
- 2017: One Foot in the Grave (Nuclear Blast)
- 2022: Pavlov’s Dawgs (Reaper Entertainment)

### AlsTankwart
- 1994: Aufgetankt (Neue Zeiten)
- 1996: Himbeergeist zum Frühstück (Century Media)

### EPs
- 1989: Alien (Noise Records)
- 2006: Schwarz-Weiß wie Schnee (AFM Records)
- 2012: The Big Teutonic 4 (Split-EP mit Kreator, Destruction und Sodom) (Legacy, Nuclear Blast)
- 2015: The Big Teutonic 4 – Part II (Split-EP mit Kreator, Destruction und Sodom) (Nuclear Blast)

### Livealben
- 1991: Fat, Ugly and Live

### Kompilationen
- 1989: Hair of the Dog (Noise Records)
- 2007: Best Case Scenario: 25 Years in Beers (AFM Records)
- 2016: Oldies & Goldies - The Very Best of the Noise Years 1986-1995 (Noise Records)
- 2018: Hymns for the Drunk (AFM Records)

### Boxset
- 2022: For a Thousand Beers (AFM Records)

### Demos
- 1984: Heavy Metal Vanguard
- 1985: Alcoholic Metal

### Videoalben
- 2005: Fat, Ugly and Still (A)Live (AFM Records)
- 2009: Open All Night - Reloaded (AFM Records)

## Trivia
Bei einem Auftritt beim Wacken Open Air 1998 riss sich Gerre nach eigener Aussage mitten im Set das Kreuzband - nachdem bereits beim zweiten Song dem Gitarristen Andreas Gutjahr Saiten gerissen waren.
Im Jahr 2020 wurde eine neu entdeckte Schlangensternart nach Tankard benannt: Ophiura tankardi.